# Ambia fulvitinctalis
Ambia fulvitinctalis là một loài bướm đêm trong họ Crambidae.